# 保羅·欣德米特
保羅·亨德密特（德語：Paul Hindemith，1895年11月16日—1963年12月28日），又譯欣德米特、興德米特等等，德国作曲家、音樂理論家、音樂教育家、中提琴家、指揮家。
除了演奏家與指揮家的身分之外，欣德米特也是位音樂教育家，他的音樂理論著作是音樂教育的教材之一。

## 生平
亨德密特出生於德國哈瑙，從小喜歡音樂，9歲開始學小提琴，12歲起師從法蘭克福霍赫音乐学院教師安娜·黑格纳，一年後又轉到該校提琴教師中的老前輩阿道夫·雷布纳門下。這位教師發現欣德米特很有音樂天賦，就為他在音樂學院爭取了一個免費生名額。隨後的三年中，欣德米特集中精力在學習小提琴；1912年，他開始學習作曲，後來又開始學習各種樂器，最傑出的是單簧管和鋼琴，此外還有中提琴等。到1915年，欣德米特不僅在一個弦樂四重奏團中任第二小提琴手，還被法蘭克福歌劇院樂隊聘為第一小提琴手。兩年後的1917年，欣德米特應徵服役，他參加了一個團級軍樂隊，並且在那裏組織了一個弦樂四重奏團，還時常舉行非公開音樂會。戰後，欣德米特重返法蘭克福歌劇院樂團。1924年與樂團指揮之女成婚。
早在進音樂學院之前，欣德米特就已開始創作；而在1919年6月2日欣德米特的作品首次公演時，他已經發展了一種帶點獨特個性的風格。在這次音樂會上演奏的作品有他的鋼琴五重奏等作品。此後，他開始受到音樂界的注意。1921年8月，欣德米特的《弦樂四重奏》公演，這次演出奠定了他作為德國最主要的年輕作曲家的地位。此後，為使聽衆能聽到他的弦樂四重奏，欣德米特組織了“阿瑪爾-亨德密特四重奏團”到各地舉行巡回演出。
1927年，欣德米特受聘擔任柏林高等音樂學院作曲教授，於是逐漸淡出舞台，轉而致力於作曲、指揮和音樂教育，由他所組成的阿瑪爾四重奏也於1929年解散。在此之前，他從未擔任過教師，更沒有什麽教學經驗，但他憑著演奏與作曲的經驗，很快就適應了這項工作，在柏林高等音樂學院的教學一直延續到1955年為止。這之後，欣德米特開始為電影、學校、廣播作曲，他認為音樂要使人了解其意義，重視作曲家與演奏者、聽眾、消費者之間的溝通，這樣的概念被稱為是「實用音樂」（Gebrauchsmusik），被視為是當代藝術的一部分。
1934年，欣德米特完成重要作品《畫家馬替斯交響曲》，並於次年完成歌劇《畫家馬替斯》，後者由威廉·富特文格勒指揮演出，卻由於劇情內容挑戰了納粹當局而遭到禁演。欣德米特因此離開德國，前往土耳其繼續為當地的音樂教育效力。
欣德米特和妻子1938年流亡並入籍瑞士，1940年移居美國紐黑文，于耶魯大學擔任作曲教授直至1953年，也曾執教于纽约州立大学布法罗分校、康奈尔大学等校，同時他的演奏能力似乎有所衰竭，已很少從事演奏活動。期間他寫出了不少作品，主要有E♭調交響曲（1940年）、序曲《丘比特與普賽克》（1943年）、《韋伯主題交響變形曲》（1943年）、供鋼琴和弦樂隊演奏的《四種氣質》（1944年）、《寧靜》交響曲（1946年）、《世界的和諧》交響曲（1951年）等，還為他擅長的樂器——大提琴、鋼琴、單簧管、法國號寫了協奏曲。另外，他的許多音樂作品及音樂教育、作曲理論專書也在美國完成，例如1949年至1950年在哈佛大學時所用的講稿，便匯集成《作曲家的天地》（A Composer's World）正式發表。1946年欣德米特入美國籍。
1947年，他訪問了歐洲，並舉行講座、指揮樂團。他也接到了許多來自德國（包括法蘭克福音樂學院等）的聘請，但他都沒有接受。1951年他接受了蘇黎世大學的聘請，同時在大西洋兩岸穿梭教學。1953年起定居瑞士，居住在沃韋附近。同年他受邀指揮拜罗伊特音乐节的開幕音樂會，曲目為貝多芬第9號交響曲。1957年他重返歐洲，定居於瑞士蘇黎世，並完成了《世界大同交響曲》與歌劇《世界大同》。1963年完成了《彌撒曲》之後，這位二十世紀集作曲家、演奏家、指揮家和音樂教育家於一身的音樂大師，於12月28日逝世於法蘭克福。

## 作品節選

### 作曲
- 给木管五重奏的小室内乐曲

### 著作
- 《作曲技法》（卷一、卷二、卷三，有罗忠镕中译本出版于上海音乐出版社，2002年）

## 評價
亨德密特不像當時多數音樂家試圖推翻傳統，反而重拾巴洛克時期與古典時期客觀絕對的音樂精神。亨德密特的作品中經常出現對位、卡農、賦格等巴洛克時期的作曲法，更以絕對音樂取代自浪漫樂派充滿主觀性質的標題音樂，因此被譽為是「二十世紀的巴赫」。
從亨德密特青年時期的音樂創作中，可以看出小約翰史特勞斯和馬克斯·雷格的痕跡，因此也可以說，屬於浪漫主義後期風格。這一時期的作品大多為室內樂，包括一些弦樂四重奏《小提琴和鋼琴奏鳴曲》等。從二十年代起，他在自己的音樂中融合了新古典主義的風格。這方面較為典型的例子是《小型室內樂》（1922年），這部作品的問世，表示出作曲家已基本擺脫了過分嚴密的浪漫主義風格。雖然史特拉汶斯基和法國“六人組”也許對亨德密特的創作産生過影響，但他的新古典樂派（更貼切地說，也可稱之為“新巴洛克樂派”）創作顯然具有德國複調音樂的傳統。他那種和聲和複調上的複雜結合，使人聯想起巴赫這樣的巴洛克作曲家。他為鋼琴寫的《調性遊戲》（1942年）就是以巴哈的《平均律鋼琴曲集》為範本的；在其他的一些室內樂和弦樂作品中，巴洛克式的大協奏曲特性也是比較明顯的。
亨德密特在最初之時，就選擇以賦格、奏鳴曲、組曲等傳統的作曲手法，成為學院派的代表，而他也以此為傲。亨德密特的的作品《當丁香花最後在庭院開放時》（When Lilacs Last in the Dooryard Bloom'd）是根據沃尔特·惠特曼的詩篇，為第二次世界大戰死難者所寫的安魂彌撒，其動人的音樂性被認為是為早期的代表作。
亨德密特以「調性音樂」充滿濃厚的實驗色彩，使用不協調的和聲旋律，反浪漫、重理性與客觀，以巴哈至貝多芬的德國偉大傳統為依歸，作品大多無標題，曲式偏向巴洛克與古典，多數以室內樂曲為主體，最重要的作品為管樂五重奏《小室內樂》（Klein Kammermusik）。晚期的作品則趨向對位、賦格等巴洛克時期風格，更從未放棄調性音樂，主要代表作有鋼琴曲《嬉戲音樂》（Ludus tonalis，1943年），此作品則被譽為是「二十世紀的平均律」。亨德密特被認為是現代音樂中的保守主義者，是二十世紀一股復古的暖流。

## 外部連結
- 保羅·欣德米特的免费乐谱，由国际乐谱典藏计划提供